# Порт-Харкорт
Порт-Харкорт (англ. Port Harcourt, игбо Ugwu Ọcha) — столица штата Риверс, Нигерия, расположен по реке Бонни в дельте Нигера. Население города — около 3,5 миллионов жителей (2023), городская агломерация Порт-Харкорта насчитывает около 2,3 миллиона жителей (2015). Порт-Харкорт также является вторым по населению в частично признанном государстве Биафра.

## Этимология
Город был построен в 1912 году, но не имел названия до августа 1913 года, когда тогдашний губернатор Нигерии Фредерик Лугард назвал его «Порт-Харкорт» в честь Льюиса Харкорта, тогдашнего государственного секретаря по делам колоний. На языке калабари город называется «Хакоти Кири» или «Паракот». Местное название города на языке иквере — «Игвуоча», что является диалектным вариантом слова на игбо «Ụ́gwụ́ Ọ́chá».

## История
В ходе Гражданской войны в Нигерии был штабом армии в ходе Операции «ОАУ».
В связи с перенаселённостью города в начале 2009 года правительство штата под руководством губернатора Chibuike Amaechi объявило о планах по созданию нового города, который будет называться Грейта-Порт-Харкорт. Новый город должен быть расположен недалеко от международного аэропорта Порт-Харкорт.

## Общие сведения
Большой Порт-Харкорт включает собственно города Порт-Харкорт, состоящий из старого европейского (тауншип) и примыкающих нескольких новых кварталов, а также из семи районов с местным самоуправлением — Окрика, Обио-Акпор, Икверре, Ойигбо, Огу-Боло, Тай и Элеме.

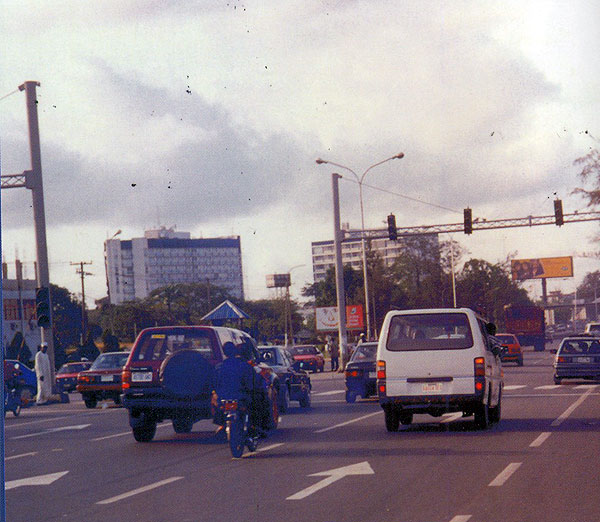
Улица в Порт-Харкорте

В городе находятся Государственный Университет штата Риверс и университет Порт-Харкорта. Имеется Международный аэропорт, два морских порта, два стадиона и два нефтеперерабатывающих завода.
Является вторым по населению городом в частично признанном государстве Биафра.